# Lune (cantante 2002)
Lune, pseudonimo di Mailan Ghafouri (25 settembre 2002), è una cantante tedesca di origini curde.

## Biografia
Lune si è fatta conoscere con la hit Gebe auf, che ha scalato la Deutsche Singlechart e la Ö3 Austria Top 40 rispettivamente fino al 2º e 8º posto; il brano è stato seguito certificato oro sia dalla IFPI Austria che dalla Bundesverband Musikindustrie, accumulando così 215 000 unità vendute. È stato successivamente pubblicato l'EP d'esordio Mondschein, entrato in classifica sia in Germania che nella Schweizer Hitparade; il progetto contiene Hab nur eine Bitte, seconda top 20 della cantante nella hit parade tedesca.
Il suo album in studio d'esordio eponimo (2023) si è fermato al 14º posto in Germania e al 26º in Svizzera. L'anno seguente viene reso disponibile per il consumo il secondo LP, Mailan, anch'esso arrivato nella top 20 tedesca.

## Discografia

### Album in studio
- 2023 – Lune
- 2024 – Mailan

### EP
- 2021 – Mondschein

### Singoli
- 2020 – Criminel (con Samra)
- 2020 – Gebe auf
- 2021 – S.O.S
- 2021 – Alles verdient
- 2021 – Du bist der Fehler (con Juh-Dee)
- 2021 – Baby 2.0 (con Zuna)
- 2021 – Ma colombe (con Nej)
- 2021 – Wohin (con Bojan e KC Rebell)
- 2021 – Pourquoi (con Samra)
- 2022 – Letzter Brief
- 2022 – Du wirst es nie verstehen
- 2022 – Mein schlimmster Albtraum (con Juh-Dee)
- 2022 – Warum (Babel) (con Vito e Gustavo Bravetti)
- 2022 – Ya albi
- 2022 – 5 Minuten (feat. Milano)
- 2023 – Steht auf
- 2023 – Blind (con Milano)
- 2023 – Aus anderen Welten
- 2023 – Ein letztes Mal
- 2023 – Komm in meine Arme (con Céline)
- 2023 – Was fällt dir ein?!
- 2024 – Toxisch
- 2024 – Nur du (con Shabab)
- 2024 – Kinder deiner Sonne
- 2024 – Bra gawra min
- 2024 – NaNa (con Kauta)
- 2024 – Bisou
- 2024 – Ana bahebak (con Zuna)
- 2024 – Gelbe Parisienne (con Doria)
- 2024 – Ist das Liebe? (con Alketa)
- 2024 – Phantasie (con Lea)
- 2024 – Sag wieso?
- 2025 – Delale (con Shabab)
- 2025 – Ma Baby 2 (con Jazeek)
- 2025 – Spieglein Spieglein (con Milano)
- 2025 – Mann im Haus
- 2025 – Dumm sein
- 2025 – Nicht verdient

### Collaborazioni
- 2021 – Family (David Guetta feat. Lune, Ty Dolla Sign & A Boogie wit da Hoodie)